# Антиген
Антиген (англ. antigen от antibody generator — «производитель антител») — вещество, которое организм рассматривает как чужеродное и даёт на него иммунный ответ, имеющий целью удалить это вещество. Обычно в качестве антигенов выступают макромолекулы белков и полисахаридов, в том числе входящие в состав болезнетворных микроорганизмов и вирусов, опухолевых клеток. Существует также класс веществ с невысокой молекулярной массой, называемых гаптенами, которые вызывают иммунный ответ только после соединения с собственными белками организма, однако при наличии в организме специфических антител могут связываться с ними и в отсутствие белка-носителя.
С точки зрения биохимии, антиген — любая молекула, специфично связывающаяся с антителом. По отношению к организму антигены могут быть как внешнего, так и внутреннего происхождения. Хотя все антигены могут связываться с антителами, не все они могут вызвать массовую выработку этих антител организмом, то есть иммунный ответ. Антиген, способный вызывать иммунный ответ организма, называют иммуногеном.
Антигены, как правило, являются белками или полисахаридами и представляют собой части бактериальных клеток, клеток тканей другого организма, вирусов и других микроорганизмов. Липиды и нуклеиновые кислоты, как правило, проявляют иммуногенные свойства только в комплексе с белками. Простые вещества, даже металлы, также могут вызывать выработку специфичных антител, если они находятся в комплексе c белком-носителем. Такие вещества называют гаптенами.
К антигенам немикробного происхождения относятся пыльца, яичный белок и белки трансплантатов тканей и органов, а также поверхностные белки клеток крови при гемотрансфузии.
Аллергены — это антигены, вызывающие аллергические реакции.
Вещество оказывается в роли антигена, когда объединяется в комплекс с белками главного комплекса гистосовместимости (англ. MHC) внутри антигенпрезентирующих клеток, и располагается на их поверхности для презентации в качестве антигена другим иммунным клеткам. В зависимости от предъявляемого антигена и от типа молекулы комплекса гистосовместимости, активируются разные виды клеток иммунной системы. В частности, могут дифференцироваться B-лимфоциты, способные производить специализированные антитела для распознавания именно этого антигена, чтобы организм мог впредь распознавать этот антиген и в свободном виде.

## Классификация
В зависимости от происхождения, антигены классифицируют на экзогенные, эндогенные и аутоантигены.

### Экзогенные антигены
Экзогенные антигены попадают в организм из окружающей среды, путём вдыхания, проглатывания или инъекции. Такие антигены попадают в антигенпрезентирующие клетки путём фагоцитоза или пиноцитоза и затем процессируются на фрагменты. Антиген-представляющие клетки затем на своей поверхности презентируют фрагменты Т-хелперам (CD4+) через молекулы главного комплекса гистосовместимости второго типа (MHC II).

### Эндогенные антигены
Эндогенные антигены образуются в клетках организма в ходе естественного метаболизма или вследствие вирусной либо внутриклеточной бактериальной инфекции. Эти фрагменты затем презентируются на поверхности клетки в комплексе с белками главного комплекса гистосовместимости первого типа MHC I.
В случае, если презентированные антигены распознаются цитотоксическими лимфоцитами (CTL, CD8+), Т-клетки секретируют различные токсины, которые вызывают апоптоз или лизис инфицированной клетки. Для того, чтобы цитотоксические лимфоциты не убивали здоровые клетки, аутореактивные Т-лимфоциты исключаются из репертуара в ходе отбора по толерантности.

### Аутоантигены
Аутоантигены — это обычно нормальные белки или белковые комплексы (а также комплексы белков с ДНК или РНК), которые распознаются иммунной системой у пациентов с аутоиммунными заболеваниями. В норме такие антигены не должны распознаваться иммунной системой, но из-за генетических факторов или влияния окружающей среды  иммунологическая толерантность к ним у этих пациентов может быть утрачена.

### Т-зависимые и Т-независимые антигены
По способности вызывать продукцию антител В-клетками без дополнительной стимуляции со стороны Т-клеток, антигены делят на Т-зависимые и Т-независимые. Т-зависимые антигены не способны сами вызывать продукцию антител без помощи со стороны Т-клеток. Эти антигены не содержат большого количества повторяющихся эпитопов, к ним относятся белки. После того как В-клетка узнаёт Т-зависимый антиген с помощью уникального B-клеточного рецептора, она перемещается в герминативный центр лимфоидного фолликула. Здесь при участии Т-лимфоцитов происходит активная пролиферация активированной клетки, соматический гипермутагенез её генов, кодирующих вариабельные участки иммуноглобулинов, и последующая селекция.
Т-независимые антигены способны активировать В-клетки без помощи Т-клеток. Эти антигены характеризуются многократным повторением антигенных детерминант в своей структуре, к ним относятся полисахариды. По способности активировать В-клетки, специфичные к другим антигенам (поликлональная активация), Т-независимые антигены делятся на два типа: тип I вызывает поликлональную активацию, а тип II — не вызывает.
В-клетки, активированные Т-независимыми антигенами, перемещаются в краевые зоны лимфоидных фолликулов, где они пролиферируют без участия Т-клеток. Также они могут подвергаться соматическому мутагенезу, но, в отличие от Т-зависимой активации, это не обязательно.
Под действием Т-зависимых и Т-независимых антигенов активированные В-клетки в обоих случаях дифференцируются в плазматические клетки и В-клетки памяти.

## Антигены опухолей
Опухолевые антигены, или неоантигены — антигены, презентируюющиеся молекулами MHC I или MHC II на поверхности опухолевых клеток. Такие антигены могут быть презентированы опухолевыми клетками, и никогда — нормальными клетками. В таком случае они называются опухоль-специфичными антигенами (tumor-specific antigen, TSA) и, в общем случае, являются следствием опухоль-специфичной мутации. Более распространенными являются антигены, которые презентируются и на поверхности здоровых, и на поверхности опухолевых клеток, их называют опухоль-ассоциированными антигенами (tumor-associated antigen, TAA). Цитотоксические Т-лимфоциты, которые распознают такие антигены, могут уничтожить такие клетки до того, как они начнут пролиферировать или метастазировать.

## Нативные антигены
Нативный антиген это антиген, который не был ещё процессирован антигенпредставляющей клеткой (АПК) на малые части. Т-лимфоциты не могут связываться с нативными антигенами и поэтому требуют процессинг АПК, в то время как В-клетки могут быть активированы непроцессированными антигенами.